# Ndian
Ndian ist ein Département der Region Sud-Ouest in Kamerun.
Auf einer Fläche von 6626 km² leben nach der Volkszählung 2001 129.659 Einwohner. Die Hauptstadt ist Mundemba.
Im Département Ndian befinden sich große Teile des Korup-Nationalparks.

## Gemeinden
1. Bamuso
2. Dikome Balue
3. Ekondo-Titi
4. Idabato
5. Isanguele
6. Kombo-Abedimo
7. Kombo-Idinti
8. Mundemba
9. Toko